# 蒂奥多·吉特尔森

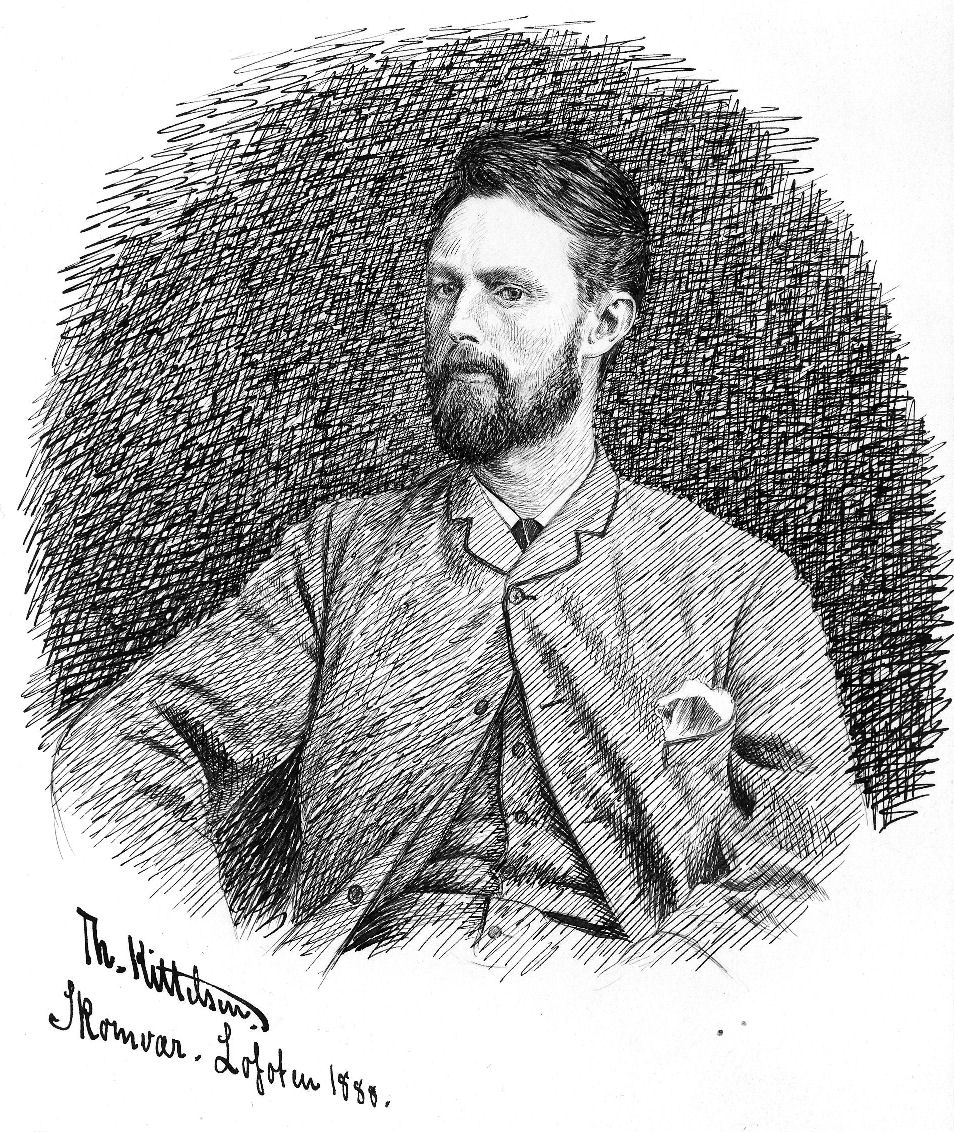
蒂奥多·吉特尔森自画像

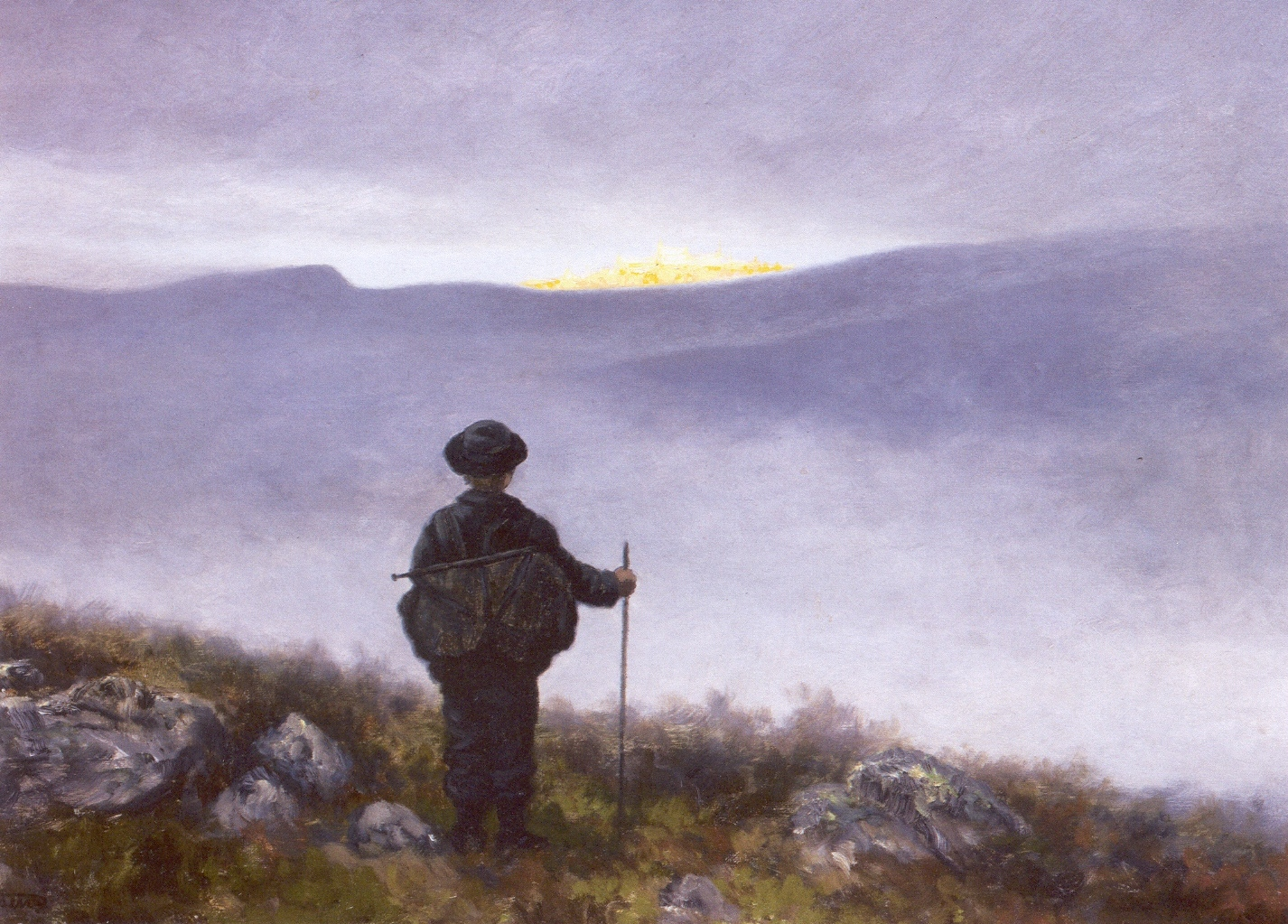
索里亞·莫里亞城堡，摘自画集Norske Folkeeventyr

蒂奥多·塞韦林·吉特尔森 (Theodor Severin Kittelsen) (1857年4月27日—1914年1月21日) 是挪威最受尊敬的艺术家之一。

## 生平
他以其自然风景画作而闻名，同时他的插画也受到人们的关注，其不少作品都围绕着挪威童话故事与传说的主题。对于北欧神话中巨怪的描绘，是吉特尔森诸多作品中的重要特点。